# Estadi Chedly Zouiten
L'Estadi Chedly Zouiten és un estadi esportiu de la ciutat de Tunis, a Tunísia.
És utilitzat principalment per la pràctica del futbol, essent la seu del club Stade Tunisien. Té una capacitat per a 18.000 espectadors.
Va ser inaugurat el 1942. Va ser la seu de la Copa d'Àfrica de Nacions 1965 i de la Copa d'Àfrica de Nacions 1994. Inicialment fou anomenat Stade Géo André, qui fora un esportista francès mort a la Segona Guerra Mundial, durant la campanya de Tunísia. Després de la independència del país el 1956, li fou atorgat el nom Chedly Zouiten, futbolista local.

## Referències

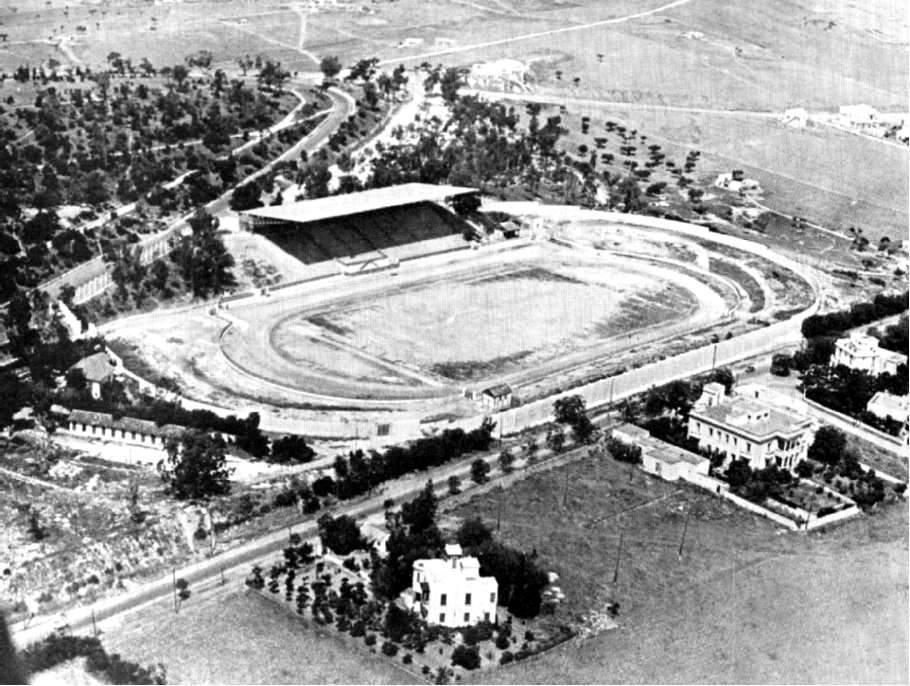
Stade Municipal Géo André.